# Sakmarella
Sakmarella es un género de foraminífero bentónico de la subfamilia Schwagerininae, de la familia Schwagerinidae, de la superfamilia Fusulinoidea, del suborden Fusulinina y del orden Fusulinida. Su especie tipo es Fusulina moelleri. Su rango cronoestratigráfico abarcaba el Sakmariense inferior (Pérmico inferior).

## Discusión
Clasificaciones más recientes incluyen Sakmarella en la superfamilia Schwagerinoidea, y en la subclase Fusulinana de la clase Fusulinata.

## Clasificación
Sakmarella incluye a las siguientes especies:
- Sakmarella acuminata †
- Sakmarella aequalis †
- Sakmarella andresensis †
- Sakmarella bassensis †
- Sakmarella bellatula †
- Sakmarella bellula †
- Sakmarella blochini †
- Sakmarella complexa †
- Sakmarella conspiqua †
- Sakmarella devexa †
- Sakmarella dispansa †
- Sakmarella embolicus †
- Sakmarella implicata †
- Sakmarella mirabilis †
- Sakmarella moelleri †
- Sakmarella paraimplicata †
- Sakmarella paramoelleri †
- Sakmarella pseudoprinceps †
- Sakmarella uskalykensis †

Otra especie considerada en Sakmarella es:
- Sakmarella crebrisepta †, de posición genérica incierta